# Тэчер (остров, Массачусетс)
О́стров Тэ́чер (англ. Thacher Island) — небольшой остров у северо-восточного побережья США, расположенный у восточной оконечности мыса Кейп-Энн (Cape Ann) в штате Массачусетс и отделённый от побережья проливом шириной около 1 км. Площадь острова — около 50 акров (примерно 0,2 км²). Официально остров находится под юрисдикцией городского управления Рокпорта — ближайшего города на побережье Кейп-Энн. На севере острова находится Национальный заказник дикой природы «Остров Тэчер».
Кроме имени Тэчер, также употребляют неправильное название — остров Тэ́тчер (Thatcher Island), которое даже считалось официальным вариантом (до 1915 года). Несмотря на то, что с тех пор официальным названием считается Thacher, название Thatcher до сих пор употребляется в литературе.

## История

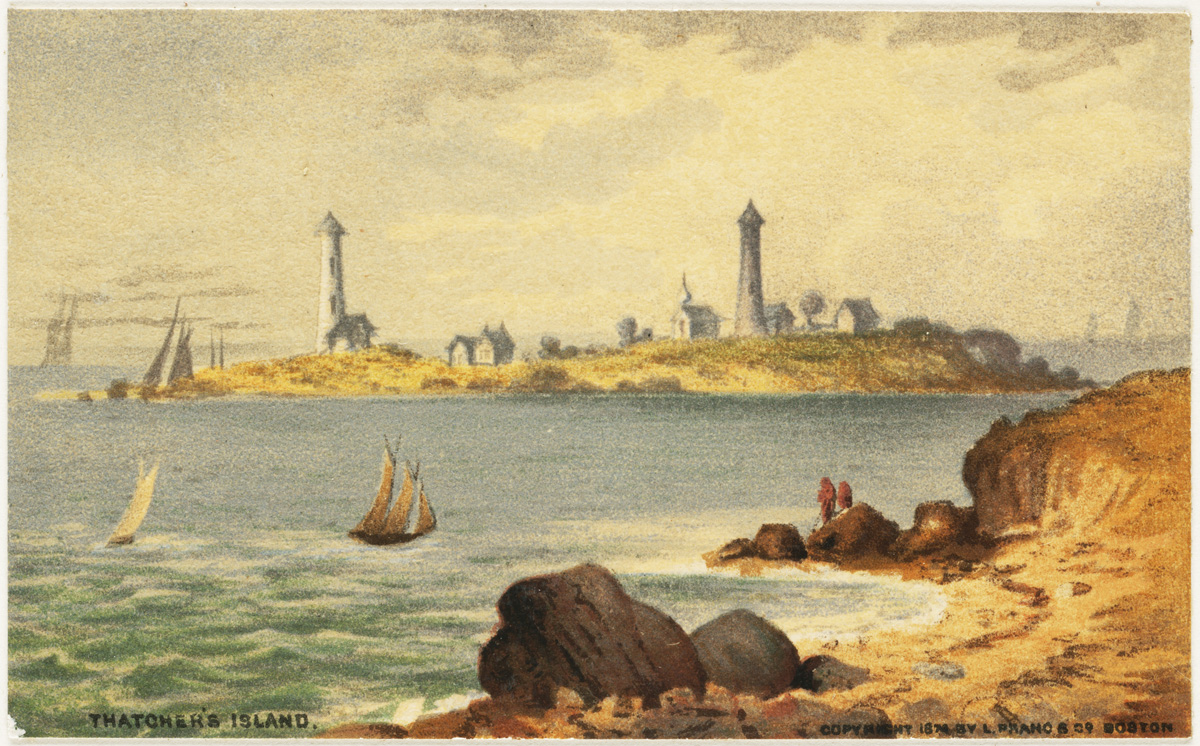
Остров Тэчер (Тэтчер) на открытке 1874 года

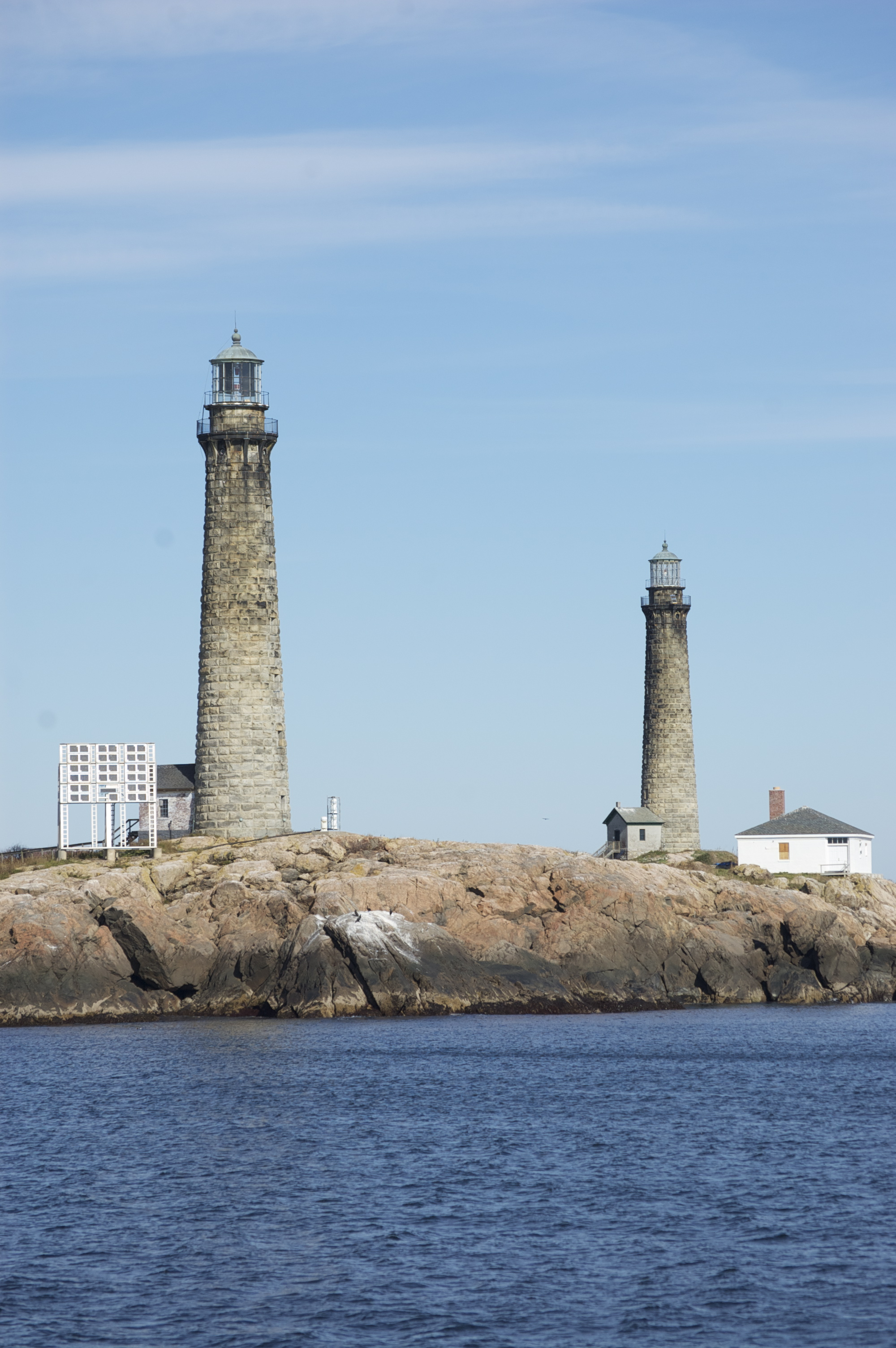
Маяки-близнецы на острове Тэчер

Остров получил своё название по фамилии Энтони и Элизабет Тэчер (Anthony and Elizabeth Thacher) — единственных оставшихся в живых после кораблекрушения 14 августа 1635 года, жертвами которого стал 21 человек, включая их четырёх детей. В январе 1636 года решением Верховного суда колонии Массачусетского залива остров был отдан во владение Энтони Тэчеру.
С тех пор остров несколько раз менял владельцев: был продан сначала за 100 фунтов (в 1717 году), затем за 175 фунтов (в 1726—1727 году) и, наконец, выкуплен обратно колониальным правительством Массачусетса в 1771 году за 500 фунтов.
В том же году на острове были построены два маяка высотой 13,5 м, которые зажглись в первый раз 21 декабря 1771 года. Первым смотрителем маяков стал капитан Кирквуд, который жил на острове вместе со своей семьёй и двумя помощниками. В июле 1775 года маяки были выведены из строя, чтобы не помогать британцам, которые захватили Бостон.
В 1789 году маяки были переведены под юрисдикцию федерального правительства США. В 1853 году был установлен сигнальный колокол, предназначенный для использования во время тумана. В 1861 году были построены более высокие, 38-метровые гранитные маяки-близнецы, которые стоят и поныне. Они являются единственными действующими маяками-близнецами в США.
В 1932 году было решено больше не использовать свет от северного маяка, а южный маяк был переведён на электрическое освещение с вращающимся лучом.